# B. S. Prakash
Bellur Shamarao Prakash es un diplomático de carrera indio retirado. Licenciado en Física, Prakash es Magistrado en Filosofía y Relaciones Internacionales.
En 1975 fue incorporado al Servicio de Relaciones Exteriores y fue empleado en Alemania y Arabia Saudita.
De 1992 a 1995 fue Representante Alterno de gobernador ante la Organismo Internacional de Energía Atómica en Viena.
De 1995 a 1998 fue Alto Comisionado de reemplazo en Colombo.
De 1998 a 2001 fue Alto Comisionado en Kampala, así como embajador en Kigali, (Ruanda) y Buyumbura (Burundi).
De 2001 a 2004 fue director de la División Naciones Unidas en el Ministerio de Relaciones Exteriores.
Del 28 de marzo de 2005 a 2008 obtuvo el execuátur como cónsul general en San Francisco.

Del 13 de junio de 2008 al 31 de octubre de 2012 fue embajador en Brasilia.